# Резолюция Ванденберга
Резолюция Ванденберга — резолюция Сената США с порядковым номером 239, принятая 11 июня 1948 года, предложена и названа именем сенатора Артура Г. Ванденберга. 
Конституция США, принятая в 1787 году, не подразумевала возможности для правительства страны заключать военные союзы с иностранными государствами, принятая же резолюция возлагала конец изоляционизма США в международной политике и разрешала Соединенным Штатам заключать военные соглашения с любой страной мира в невоенное время. 
В документе провозглашались некоторые основные принципы американской внешней политики и, в частности, как цель для президента намечалось «присоединение Соединенных Штатов, посредством конституционной процедуры, к тем региональным и коллективным соглашениям, которые базировались бы на постоянном и действенном стремлении к самозащите и к взаимопомощи и затрагивали бы интересы национальной безопасности Соединенных Штатов». Резолюция предоставляла разрешение правительству США заключать в мирные времена договоры о союзах с государствами за пределами Американского континента. Эта резолюция означала официальный отказ Вашингтона от практики неприсоединения к военно-политическим объединениям за границами западного полушария в мирное время. Принятие этой резолюции позволило США непосредственно возглавить процесс создания военно-политических блоков во всем мире, и прежде всего в Европе, вместе с тем данная резолюция позволила США размещать свои военные базы в других независимых государствах. 

## Ссылка
- Avalon Project - A Decade of American Foreign Policy 1941-1949 - Vandenberg Resolution (англ.)(англ.)
- Айриян Радмила Сергеевна - РОЛЬ РЕЗОЛЮЦИИ СЕНАТОРА ВАНДЕНБЕРГА В СОЗДАНИИ ОРГАНИЗАЦИИ СЕВЕРОАТЛАНТИЧЕСКОГО ДОГОВОРА